# 大邱チメクフェスティバル
大邱チメクフェスティバル（てぐチメクフェスティバル、朝鮮語: 대구치맥페스티벌、英語: Daegu Chimac Festival）は大韓民国大邱広域市で夏に開催されるイベント。
「チメク」とは「チキンとビール（メクチュ、맥주）」から造られた造語であり、チキンとビールを楽しむ祭りである。特設野外シアターで映画鑑賞ができたり、プールが設置されたり、音楽演奏やダンスイベントも開催される。2013年に第1回が開催され、以降、2018年時点では毎年開催されている。
大韓民国のみならず、アメリカ合衆国、日本、東南アジア諸国からフェスティバルに参加するために訪韓する観光客も多い。
2017年の記録では、消費された鶏は43万羽、ビール30万リットル、大韓民国の国内外を問わず100万人以上が参加した。
2016年には中華人民共和国からの観光客向けに「チメク観光列車」が企画されたが、7月8日以降に中華人民共和国の旅行会社などからのキャンセルが相次ぎ、チメク観光列車の開催は中止となった。キャンセルが大量発生した理由についてはいくつか推測されているが、7月8日にアメリカ合衆国と韓国政府がTHAADミサイルを在韓米軍に配備することを発表したことに対する反発と見られている。